# Wenceslao González Oliveros
Wenceslao González Oliveros (Toro, província de Zamora, 28 de setembre de 1890 - Madrid, 30 de març de 1965) fou un filòsof i polític espanyol, procurador en Corts durant el franquisme i governador civil de Barcelona.

## Biografia
Va servir com a auxiliar a les Universitats de la Laguna i Santiago. Abans de la dictadura de Primo de Rivera fou simpatitzant d'Alejandro Lerroux i Antonio Royo Villanova i catedràtic de filosofia del dret a la Universitat de Salamanca. Primo de Rivera el nomenà governador civil de Jaén, Director General d'Ensenyament Superior i governador del Banco Exterior de España a proposta de José Calvo Sotelo. També formà part de l'Assemblea Nacional Consultiva.
Durant la Segona República Espanyola milità a la Unión Monárquica Nacional i marxà a París com a corresponsal del diari El Debate. Posteriorment milità a Acción Española. Durant la guerra civil espanyola va donar suport al bàndol revoltat i en 1938 va formar part de la Comissió creada per dictaminar jurídicament sobre la Il·legitimitat dels poders actuants durant la Segona República.
Anticatalà militant, fou nomenat governador civil de Barcelona de juliol de 1939 a desembre de 1940. Durant el seu mandat el president Lluís Companys fou afusellat al castell de Montjuïc, va rebre la visita a Barcelona de Heinrich Himmler, cap de les SS i de la Gestapo, a qui acompanyà a la seva visita a l'abadia de Montserrat, va fer treure el monument al Doctor Robert, ordenà la desaparició de qualsevol inscripció en català, prohibí l'ús del català en públic, i supervisà l'acomiadament de funcionaris i treballadors no addictes al règim. Es calcula que el 85% de les execucions sumàries efectuades a la província de Barcelona en la postguerra foren sota el seu mandat.
El 1940 fou substituït per Antonio de Correa y Veglison. Després fou nomenat president del Tribunal de Responsabilitats Polítiques fins al 1945. De 1948 a 1962 fou Consejero Nacional de Educación. Fou procurador en Corts des de 1943 fins a 1964, Director General d'Ensenyament Mitjà i Superior i en 1949 fou nomenat acadèmic de la Reial Acadèmia de Ciències Morals i Polítiques.
Entre altres condecoracions va rebre la de comanador de la Legió d'Honor, la Medalla d'Or d'Ultramar, les grans creus de l'Orde d'Alfons X el Savi, de l'Orde del Mèrit Civil i de l'Orde de Sant Ramon de Penyafort.

## Obres
- Traducció al castellà de De comunione rerum de Lluís Vives.
- Falange y Requeté, orgánicamente solidarios (1937)
- Introducción al estudio de las modernas tendencias políticas (1954)
- Cataluña y la tradición política española (1965)